# جودي لامبرت
جودي لامبرت (بالإنجليزية: Jodi Lambert)‏ هي منافسة ألعاب القوى أسترالية، ولدت في 1 سبتمبر 1970.

## وصلات خارجية
- جودي لامبرت على موقع الاتحاد الدولي لألعاب القوى (الإنجليزية)
- جودي لامبرت على موقع النتائج التاريخية لألعاب القوى الأسترالية (الإنجليزية)
- جودي لامبرت على موقع أوليمبيديا (الإنجليزية)
- جودي لامبرت على موقع اللجنة الأولمبية الأسترالية (الإنجليزية)
- جودي لامبرت على موقع اتحاد ألعاب الكومنولث (مؤرشف) (الإنجليزية)